# Papierprototyp

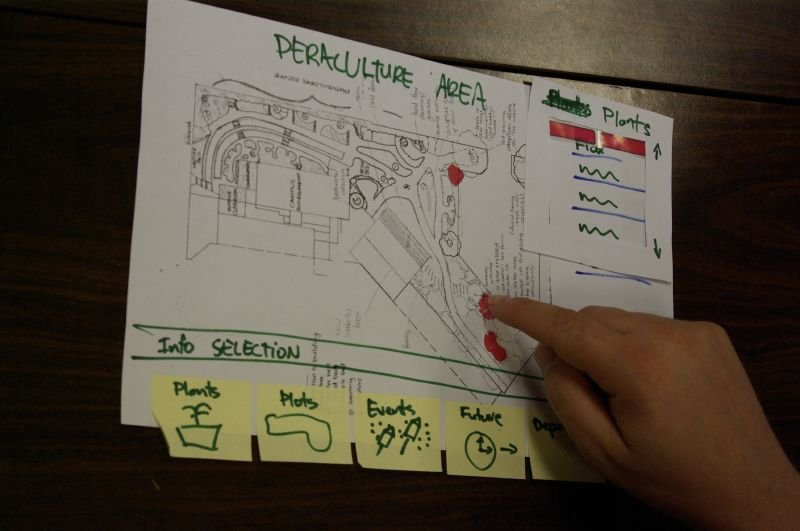
Ein Nutzer zeigt auf einen Teil der Oberfläche.

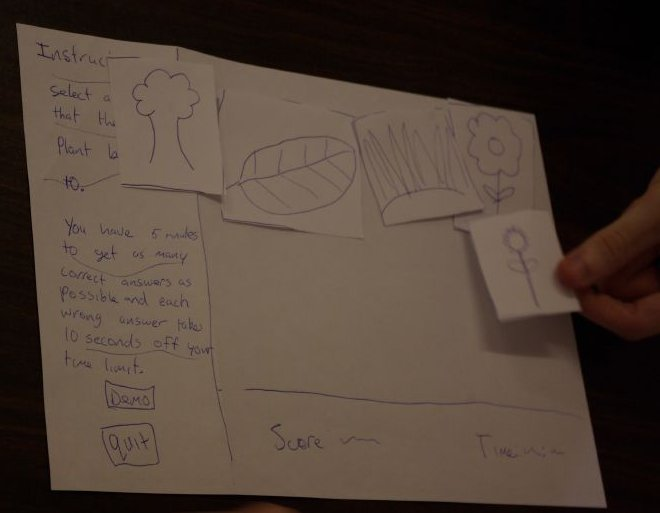
Der Testleiter legt eine GUI-Komponente auf.

Der Papierprototyp oder Papier-Prototyp besteht meist aus handgezeichneten oder auch ausgedruckten Skizzen, die schnell für händische Benutzertests von Oberflächengestaltungen und Interaktionsabläufen eines zu entwickelnden oder anzupassenden IT-Produkts genutzt werden können.
Die zugehörige Methode, das Paper Prototyping, ist definiert als eine Methode der nutzerorientierten Gestaltung (User Centered Design) von GUI-Komponenten. Paper Prototyping kann in einem DIN EN ISO 13407 Prozess eingesetzt werden. Paper Prototyping ist eine etablierte Methode im Design Thinking und wird seit langem beim Entwurf von Oberflächen eingesetzt.

## Kategorien
Das Paper Prototyping kann man in zwei Kategorien einteilen „Low-Fidelity-“ und „High-Fidelity-Prototyping“.

### Low-Fidelity-Prototyping
Low-Fidelity-Prototyping (kurz Lo-Fi-Prototyping, englisch für niedrige Genauigkeit) als Test-Methode gibt die Möglichkeit, Ideen und Abläufe früh zu prüfen.
Vorteile:
- kein Programmieraufwand
- Testen in der Konzeptionsphase
- einfache und schnelle Änderungen
- Testpersonen äußern überdurchschnittlich viele Vorschläge

Nachteile:
- Interaktionsprozesse müssen bereits in der Konzeptionsphase klar definiert sein
- viele Rohentwürfe
- Keine Funktionalität des Prototyps, daher nur begrenzte Fehlererkennung
- Prototyp nur für Lo-Fi-Prototyping nutzbar
- Möglicherweise sind nicht alle Ideen und Abläufe technisch realisierbar

### High-Fidelity-Prototyping
Beim High-Fidelity-Prototyping (Hi-Fi-Prototyping, englisch für hohe Genauigkeit) wird auf eine höhere Ähnlichkeit mit dem endgültigen Produkt geachtet. Hierzu werden statt einfacher Materialien (Stifte, Haftnotizen etc.) Softwarelösungen (z. B. Axure, Balsamiq oder Figma) eingesetzt, um die Bedienelemente originalgetreu zu entwerfen.

## Ablauf
Existiert bereits ein GUI-Design, welches getestet werden soll, wird dieses ausgedruckt. Alternativ wird eine erste Grobskizze der Anwendung durch ein Mitglied des Entwicklerteams erstellt. Diese basiert auf den bereits spezifizierten Anforderungen. Alle GUI-Komponenten, die ein- und ausgeblendet werden können, werden separat ausgedruckt oder gezeichnet.
Der Testleiter setzt sich mit ein bis zwei Nutzern zusammen und gibt ihnen eine Aufgabe, die sie mit der neuen „Software“ lösen sollen.
Ausgehend von einer Startmaske beschreibt der Nutzer nun spontan, was er tun möchte und was er zu sehen erwartet. Der Testleiter übernimmt die Rolle der Software, indem er Maskenwechsel durchführt bzw. Komponenten durch auflegen auf die Maske einblendet bzw. wieder entfernt.
Sobald der Testleiter neue Anforderungen identifiziert, werden diese notiert, um später in die Anforderungsspezifikation einzugehen.

## Schnelltest

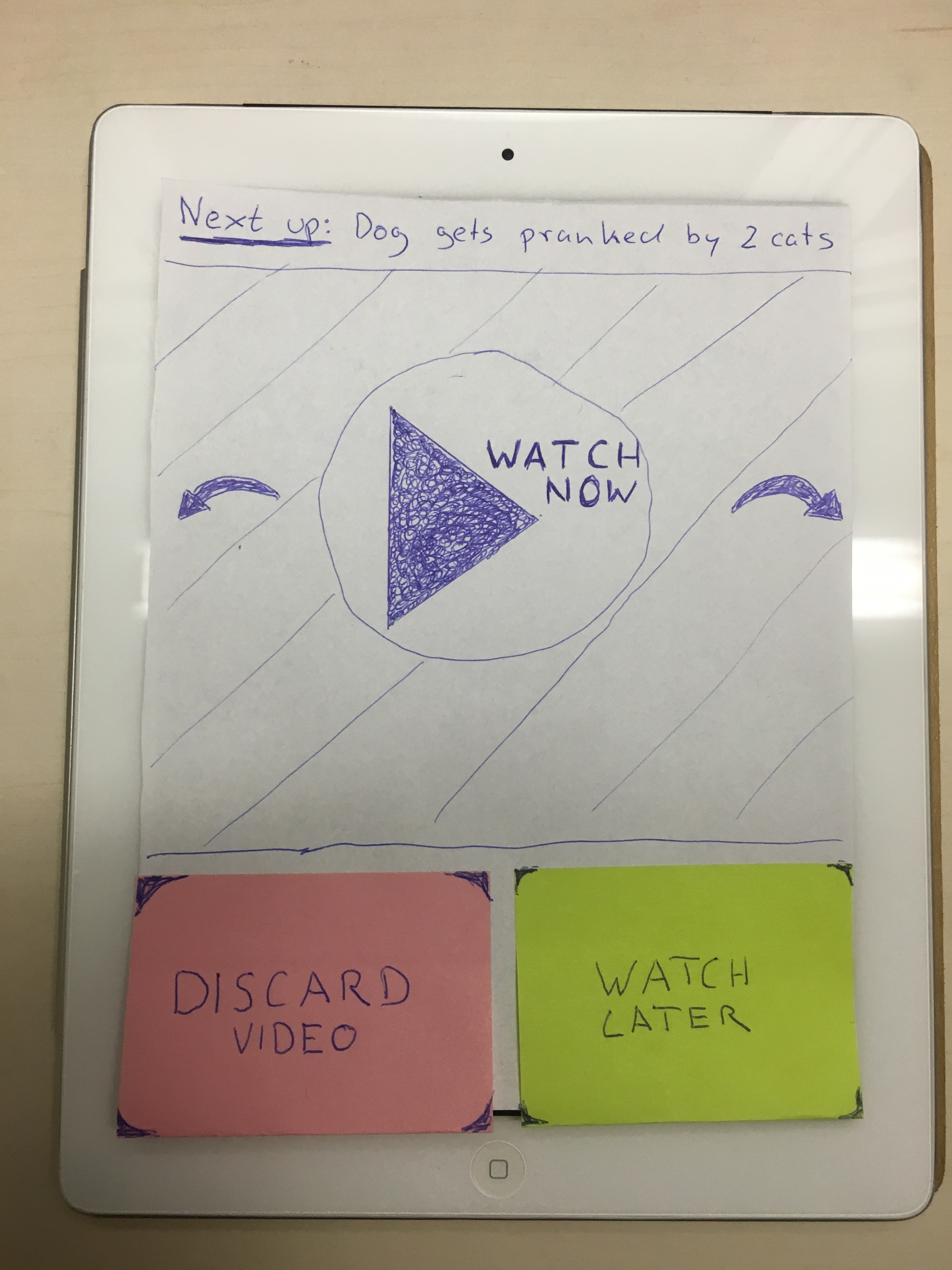
Papierprototyp für eine Video Selection App

Paper Prototyping eignet sich darüber hinaus, Ideen für neue Features oder komplette Interfaces einem ersten, schnellen Test zu unterziehen um Nutzerfeedback einzuholen, bevor man sie weiter ausarbeitet. Der zeitliche Abstand von der Idee zur ersten Validierungsrunde kann somit auf wenige Minuten reduziert werden. Außerdem wird die erste Kommunikation und Diskussion der Idee mit Hilfe der visuellen und haptischen Unterstützung des Paper Prototypes vereinfacht.